# Open di Francia 2000
L'Open di Francia 2000, la 99ª edizione degli Open di Francia di tennis, si è svolto sui campi in terra rossa dello Stade Roland Garros di Parigi, Francia, dal 29 maggio all'11 giugno 2000.
Il singolare maschile è stato vinto dal brasiliano Gustavo Kuerten, che si è imposto sullo svedese Magnus Norman in quattro set con il punteggio di 6–2, 6–3, 2–6, 7–6(6). Il singolare femminile è stato vinto dalla francese Mary Pierce, che ha battuto in finale in due set la spagnola Conchita Martínez.
Nel doppio maschile si sono imposti Todd Woodbridge e Mark Woodforde. Nel doppio femminile hanno trionfato Martina Hingis e Mary Pierce. Nel doppio misto la vittoria è andata alla coppia sudafricana formata da Mariaan de Swardt e David Adams.

## Seniors

### Singolare maschile
Gustavo Kuerten ha battuto in finale  Magnus Norman con il punteggio di 6–2, 6–3, 2–6, 7–6(6).

### Singolare femminile
Mary Pierce ha battuto in finale  Conchita Martínez con il punteggio di 6–2, 7–5.

### Doppio maschile
Todd Woodbridge /  Mark Woodforde hanno battuto in finale  Paul Haarhuis /  Sandon Stolle con il punteggio di 7–6(7), 6–4.

### Doppio femminile
Martina Hingis /  Mary Pierce hanno battuto in finale  Virginia Ruano Pascual /  Paola Suárez con il punteggio di 6–2, 6–4.

### Doppio misto
Mariaan de Swardt /  David Adams hanno battuto in finale  Rennae Stubbs /  Todd Woodbridge con il punteggio di 6–3, 3–6, 6–3.

## Junior

### Singolare ragazzi
Paul-Henri Mathieu ha battuto in finale  Tommy Robredo con il punteggio di 3–6, 7–6, 6–2.

### Singolare ragazze
Virginie Razzano ha battuto in finale  María Emilia Salerni con il punteggio di 5–7, 6–4, 8–6.

### Doppio ragazzi
Marc López /  Tommy Robredo hanno battuto in finale  Joachim Johansson /  Andy Roddick con il punteggio di 7–6(2), 6–0.

### Doppio ragazze
María José Martínez Sánchez /  Anabel Medina Garrigues hanno battuto in finale  Matea Mezak /  Dinara Safina con il punteggio di 6–0, 6–1.